# سليمان بن عمرو بن الأحوص البارقي
سليمان بن عمرو بن الأحوص البارقي الأزدي (1 ق هـ - 70 هـ / 621م- 690م): تابعي كبير، له إدراك. ولد في حياة النبي ﷺ ولا صحبة له، ولأبيه عمرو وأمه وأخيه عبد الله صحبة. شهد مع أبيه فتوح الشام، وروى عن طاعون عمواس. ولما تفشى الطاعون في الشام تحول مع أسرته إلى الكوفة. وابنه التابعي الثقة جندب بن سليمان البارقي، يحدث عن عبد الله بن عباس.
ذكره محمد بن سعد البغدادي في الطبقة الأولى من فقهاء أهل الكوفة بعد الصحابة ممن روى عن علي بن أبي طالب وعبد الله بن مسعود، وقال «سليمان بن عمرو بن الأحوص البارقي، من الأزد».وروى سليمان عن أبيه وأمه، وعلي بن أبي طالب، وعبد الله بن مسعود، وأبو موسى الأشعري،وأبو برزة الأسلمي.

## النسب
- هو: سليمان بن عمرو بن الأحوص بن عمرو بن سفيان بن الحارث بن أوس بن شجنة بن مازن بن ثعلبة بن كنانة البارقي الأزدي، ينتهي نسبه إلى بارق بن حارثة بن عمرو مزيقياء من الأزد.[11]
- أبيه: عمرو بن الأحوص (40 ق هـ - 20 هـ): صحابي، من الفاتحين الفرسان.[12]حضر مع النبي صلى الله عليه وسلم حجة الوداع، وشهد فتوح الشام، قال ابن المنظور:«شهد هو وزوجه أم سليمان مع النّبيّ ﷺ حجّة الوداع، ورويا حديثاً عنه؛ وشهد عمرو اليرموك».[13]شهد خطبة عمر بن الخطاب في الجابية، ولما تفشَّى الطاعون في الشام، تحول إلى الكوفة. وتوفى ابن الأحوص في خلافة عمر بن الخطاب قبل زمن الرواية، لم يروي عنه سوى ابنه سليمان.[14]
- أمه: أم جندب الأزدية، من بارق (30 ق هـ - 50 هـ): صحابية، حضرت مع النبي حجة الوداع، روت عن الرسول عدة أحاديث، كما روت عن أم سلمة زوج النبي، قال ابن سعد:«أمّ جُنْدب الأزديّة، وهي أمّ سُلَيمان بن عمرو بن الأَحْوص. أسلمت وبايعت رسول الله صَلَّى الله عليه وسلم، وروت عنه».[15]ويحدث عنها ابنها سليمان، وعبد الله بن شداد، وأبي يزيد مولى عبد الله بن الحارث. ولم يروي عنها شبيب بن غرقدة البارقي، ولم يروي عنها بواسطة ابنها.
- أخيه: عبد الله بن عمرو بن الأحوص (3 ق هـ - لا يعلم سنة وفاته): من صغار الصحابة، حضر مع النبي حجة الوداع وهو غلاماً، وكان مريضاً فسقَتْه أمه من ماء مجَّ فيه النبي، فلما سقته تعافى، وفي ذلك قال ابن حجر: «عبد الله بن عَمْرو بن الأَحوص الأزدي، وأمُّه أم جندب، لها ولأبيه صحبة. ولعبد الله هذا رؤية وسقَتْه أمه في حجة الوداع من ماءٍ مجَّ النبيُّ ﷺ فيه». ويرجح أنه بقى في ديار قومه، فلم يخرج للفتوح مع أبيه وأخوته للعله التي كان معتلاً بها، والله أعلم.[16]
- ابنه: جندب بن سليمان (30 هـ - 90 هـ): تابعي، ثقة، يحدث عن عبد الله بن عباس،[17][18]وعنه يروي: شبيب بن غرقدة البارقي.[19][20]

أجمع المؤرخين وعلماء الرجال الأوائل أن سليمان بن الأحوص من بارق ثم الأزد، أمثال: ابن سعد البغدادي ونصر بن مزاحم والبخاري وأبو حاتم الرازي، وقال ابن سعد:«عمرو بن الأحوص البارقي، من الأزد»،وقال أبو حاتم الرازي:«سليمان بن عمرو بن الأحوص الأزدي»،وقال البخاري:«سُلَيْمَان بْن عَمْرو بْن الأحوص الْأَزْدِيّ الكوفِي، عَنْ أَبِيه وأمه. روى عَنْهُ شبيب بْن غرقدة، سَمِعَ منه يزيد بْن أَبِي زياد»،وقال عبد الغني المقدسي: «سُلَيْمان بن عَمْرو بن الأَحْوَص الأزدي الكُوفيّ. روى عن أبيه، وأمه عن النبي».كما وثق نسبه الأزدي كبار المحدثين أمثال: أحمد بن حنبل، أبو بكر بن أبي شيبة، والطحاوي، والبيهقي، والذهبي. وشذ عن ذلك المزي ومن تبعه من المتأخرين، وقال المزي: «: سليمان بن عمرو بن الأحوص الجشمي، ويقال: الأزدي، الكوفي»، وقد تنبه ابن حجر لهذا الخطأ في تهذيب التهذيب، وعقب على المزي بقوله: «لكنه نسبه بارقيا، وبارق من الأزد».

## روايته للحديث النبوي
- روى عن: علي بن أبي طالب، عبد الله بن مسعود،[7] عمرو بن الأحوص البارقي، أم جندب الأزدية، وأبو موسى الأشعري.[2]
- روى عنه: شبيب بن غرقدة البارقي، ويزيد بن أبي زياد الهاشمي.[34][35]